# Falconara Marittima

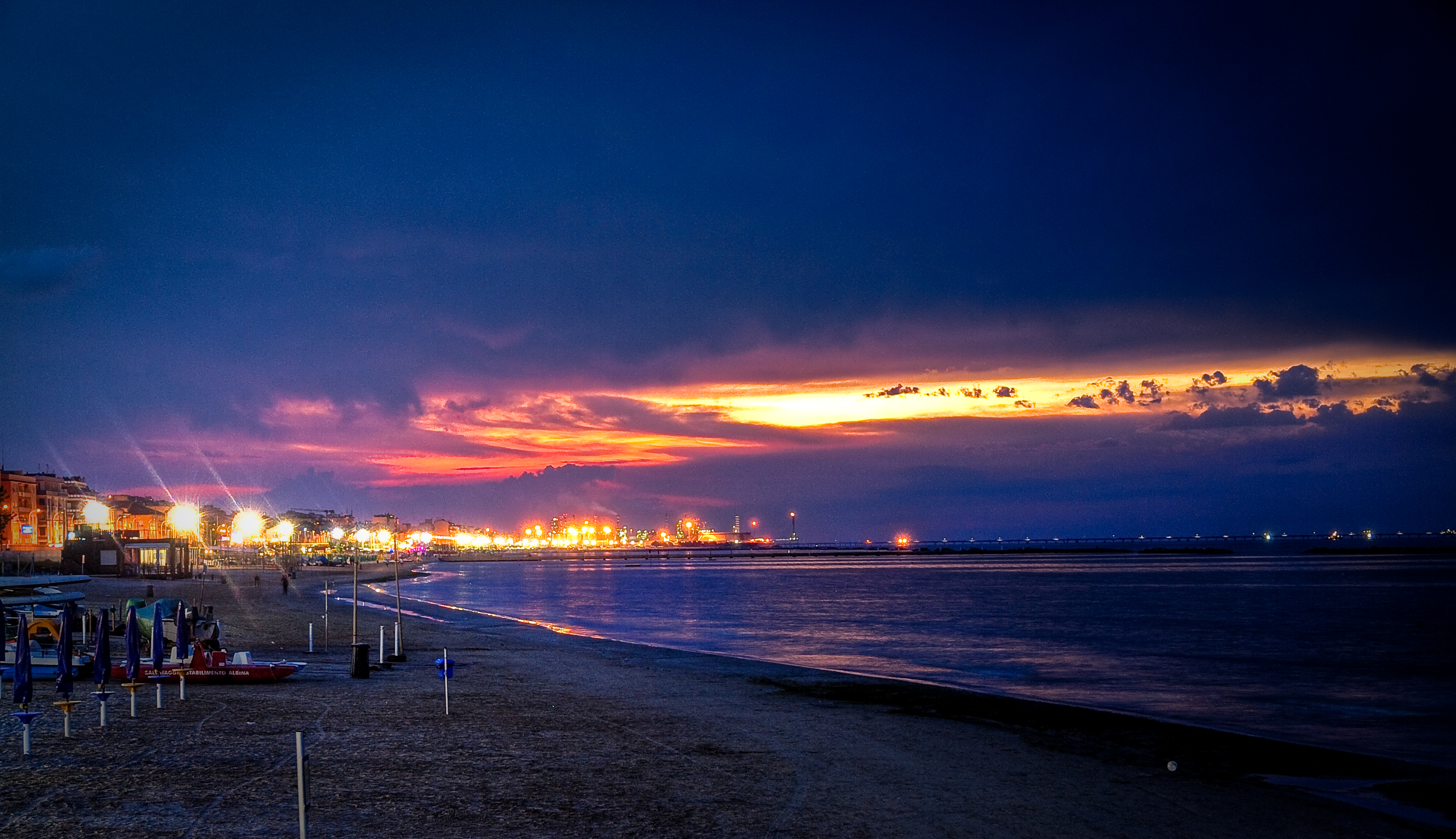
Die Küste bei Falconara Marittima in der Nacht

Falconara Marittima (bis 1863 einfach Falconara) ist eine italienische Gemeinde mit 25.685 Einwohnern (Stand 31. Dezember 2023) an der Adria in der Provinz Ancona in den Marken.

## Geographie
Zu den Ortsteilen (Fraktionen) zählen Castelferretti, Falconara Alta, Fiumesino, Palombina Vecchia, Rocca Priora und Villanova.
Die Nachbargemeinden sind Ancona, Camerata Picena, Chiaravalle und Montemarciano.
Die Gemeinde liegt rund 11 km vom Hauptort der Provinz, der Stadt Ancona, und nur wenige Meter von der Adriaküste entfernt.

## Bevölkerungsentwicklung
| Jahr      | 1861  | 1881  | 1901  | 1921  | 1936   | 1951   | 1971   | 1991   | 2001   | 2015   |
| Einwohner | 4.272 | 4.796 | 5.511 | 8.280 | 10.056 | 13.157 | 24.140 | 30.105 | 28.349 | 26.565 |

Quelle: ISTAT

## Verkehr
Falconara Marittima ist über die SS 3 Via Flaminia (italienische Staatsstraße), die fast dem identischen Verlauf der alten Römerstraße Via Flaminia entspricht, zu erreichen. Der im Gemeindegebiet liegende Flughafen Ancona ist der einzige Verkehrsflughafen der Region Marken.

## Persönlichkeiten
- Luigi Grati (1763–1849), römisch-katholischer Ordensgeistlicher, Generalprior der Serviten
- Samuele Papi (* 1973), Volleyballspieler